# Guus Til
Guus Berend Til, född 22 december 1997 i Samfya, Zambia, är en nederländsk fotbollsspelare som spelar för PSV Eindhoven.

## Uppväxt
Til föddes i Samfya, Zambia, då hans far hade jobb i landet. Av samma anledning bodde familjen även en tid i Moçambique. Familjen flyttade till Nederländerna när Guus var tre år gammal och bosatte sig i Bijlmermeer, en stadsdel i södra Amsterdam.

## Klubbkarriär
I september 2020 lånades Til ut av Spartak Moskva till SC Freiburg på ett låneavtal över säsongen 2020/2021.
Den 4 juli 2022 blev Til klar för PSV Eindhoven, där han skrev på ett fyraårskontrakt.

## Landslagskarriär
Til debuterade för Nederländernas landslag den 26 mars 2018 i en 3–0-vinst över Portugal, där han blev inbytt i den 78:e minuten mot Kenny Tete.